# IC 5337
IC 5337 је спирална галаксија у сазвјежђу Пегаз која се налази на листи објеката дубоког неба у Индекс каталогу.
Деклинација објекта је + 21° 9' 1" а ректасцензија 23h 36m 25,1s. Привидна величина (магнитуда) објекта IC 5337 износи 14,6 а фотографска магнитуда 15,3. IC 5337 је још познат и под ознакама MCG 3-60-12, CGCG 455-25, KUG 2333+208, PGC 71875.